# Copa América 2003 (calcio a 5)
La Copa América 2003 è stata l'8º campionato continentale riservato alle selezioni nazionali maschili organizzato dalla CONMEBOL nonché il primo ad adottare questa denominazione. La manifestazione si è disputata dal 26 agosto al 1º settembre 2003 presso l'impianto "Sol de América" di Asunción (Paraguay). L'edizione rappresenta una discontinuità per il calcio a 5 sudamericano: dopo sette affermazioni consecutive, il Brasile cede il trofeo all'Argentina, laureatasi per la prima volta campione sudamericano.

## Formula
Le dieci selezioni nazionali sono distribuite in due gironi da tre squadre e uno da quattro. Le tre vincitrici e la seconda miglior classificato accedono al girone finale per la designazione del campione sudamericano e delle qualificate al Mondiale in programma a Taiwan.

## Girone A
|          | Risult. |          | Città e data   |
| -------- | ------- | -------- | -------------- |
| Colombia | 5 - 2   | Bolivia  | Asuncion 26.08 |
| Brasile  | 10 - 3  | Bolivia  | Asuncion 27.08 |
| Brasile  | 5 - 3   | Colombia | Asuncion 28.08 |

| Classifica finale | Pt | G | V | N | P | GF | GS | DR  |
| ----------------- | -- | - | - | - | - | -- | -- | --- |
| Brasile           | 6  | 2 | 2 | 0 | 0 | 15 | 6  | +9  |
| Colombia          | 3  | 2 | 1 | 0 | 1 | 8  | 7  | +1  |
| Bolivia           | 0  | 2 | 0 | 0 | 2 | 5  | 15 | -10 |

## Girone B
|           | Risult. |           | Città e data   |
| --------- | ------- | --------- | -------------- |
| Venezuela | 5 - 4   | Ecuador   | Asuncion 26.08 |
| Argentina | 6 - 2   | Ecuador   | Asuncion 27.08 |
| Argentina | 5 - 1   | Venezuela | Asuncion 28.08 |

| Classifica finale | Pt | G | V | N | P | GF | GS | DR |
| ----------------- | -- | - | - | - | - | -- | -- | -- |
| Argentina         | 6  | 2 | 2 | 0 | 0 | 11 | 3  | +8 |
| Venezuela         | 3  | 2 | 1 | 0 | 1 | 6  | 9  | -3 |
| Ecuador           | 0  | 2 | 0 | 0 | 2 | 6  | 11 | -5 |

## Girone C
|          | Risult. |         | Città e data   |
| -------- | ------- | ------- | -------------- |
| Uruguay  | 4 - 1   | Perù    | Asuncion 26.08 |
| Paraguay | 16 - 2  | Cile    | Asuncion 26.08 |
| Cile     | 3 - 6   | Perù    | Asuncion 27.08 |
| Paraguay | 4 - 0   | Uruguay | Asuncion 27.08 |
| Uruguay  | 8 - 1   | Cile    | Asuncion 28.08 |
| Paraguay | 5 - 2   | Perù    | Asuncion 28.08 |

| Classifica finale | Pt | G | V | N | P | GF | GS | DR  |
| ----------------- | -- | - | - | - | - | -- | -- | --- |
| Paraguay          | 9  | 3 | 3 | 0 | 0 | 24 | 4  | +20 |
| Uruguay           | 6  | 3 | 2 | 0 | 1 | 12 | 6  | +6  |
| Perù              | 3  | 3 | 1 | 0 | 2 | 9  | 12 | -3  |
| Cile              | 0  | 3 | 0 | 0 | 3 | 6  | 30 | -24 |

## Girone finale
|           | Risult. |           | Città e data   |
| --------- | ------- | --------- | -------------- |
| Brasile   | 8 - 1   | Uruguay   | Asuncion 30.08 |
| Argentina | 2 - 2   | Paraguay  | Asuncion 30.08 |
| Brasile   | 0 - 1   | Argentina | Asuncion 31.08 |
| Paraguay  | 9 - 4   | Uruguay   | Asuncion 31.08 |
| Argentina | 7 - 4   | Uruguay   | Asuncion 01.09 |
| Brasile   | 8 - 4   | Paraguay  | Asuncion 01.09 |

| Classifica finale | Pt | G | V | N | P | GF | GS | DR  |
| ----------------- | -- | - | - | - | - | -- | -- | --- |
| Argentina         | 7  | 3 | 2 | 1 | 0 | 10 | 6  | +4  |
| Brasile           | 6  | 3 | 2 | 0 | 1 | 16 | 6  | +10 |
| Paraguay          | 4  | 3 | 1 | 1 | 1 | 15 | 14 | +1  |
| Uruguay           | 0  | 3 | 0 | 0 | 3 | 9  | 24 | -15 |

| Qualificate al mondiale | Argentina | Brasile | Paraguay |
| ----------------------- | --------- | ------- | -------- |